# Lizette &
Lizette & [lɪset ænd] är en svensk musikgrupp som bildades i början av 2000-talet. Bandets musik kan närmast kategoriseras som industrirock, med visst inslag av metal och pop i sångmelodierna.
Bandet Rockbjörnennominerades 2012 för Årets nykomling samt 2013 och 2014 i kategorierna Årets hårdrock/metal och Årets liveband.
Lizette & har släppt fem album; This is (2003), Just Smile (22 feb 2012), Artificial Me (26 mars 2014), LIVE (4 nov 2016) och Ignite (2 nov 2018) .
Medlemmarna består av Lizette på sång, Tomas på basgitarr, Marqz på gitarr och kör samt AleX på trummor.